# Душан Димитриевич
Душан Димитриевич Бърджанин или войвода Дуле (на сръбски: Душан Димитријевић Брђанин, војвода Дуле) е сръбски революционер, деец на сръбската въоръжена пропаганда в Македония от началото на XX век.

## Биография
Душан Димитриевич е роден на 9 декември 1885 година в пожаревацкото село Раброво. Следва право във Великата школа в Белград, където се включва в младежка група срещу династията Обреновичи. Като редактор на списание „Освобождение“ (Ослобођење) дава морална подкрепа на сръбската четническа акция в Македония през 1904 година. На следващата година влиза в четата на Воислав Танкосич и участва в битката при Челопек. През 1912 година участва в Балканската война в редовната сръбска армия, а през 1914 година по време на Първата световна война се присъединява към тайната конспиративна организация във Високо, Сараево и Сребреница, изтегля се с цялата сръбска армия на остров Корфу, а след това се сражава на Солунския фронт. Три пъти е тежко раняван, награден е със Звезда на Караджорджевич с мечове, четвърта степен. След края на войната е шеф на сръбската делегация в Международната комисия по репарациите в Париж. По-късно се установява в Белград, където издава правни трудове. Умира на 6 август 1964 година в Белград.